# 브래들리 피어스

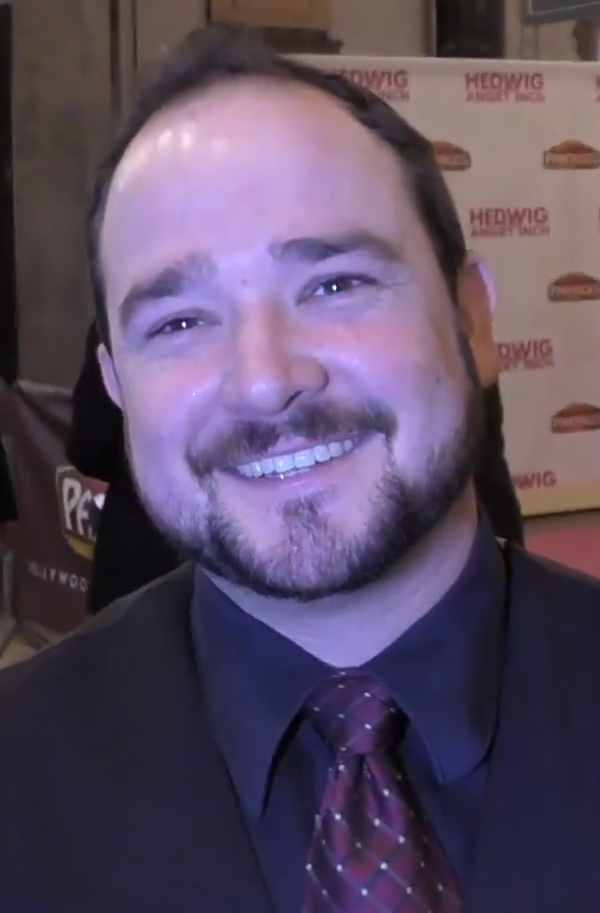

브래들리 피어스(Bradley Michael Pierce, 1982년 10월 23일 ~ )는 미국의 텔레비전 배우, 영화배우, 성우이다.
글렌데일에서 태어났다.

## 영화
- 고양이의 보은 (2002년)
- 피터 팬 2 - 리턴 투 네버랜드 (2002년)
- 다운 투 유 (2000년)
- 바로워즈 (1997년)
- 쥬만지 (1995년) - 피터 셔퍼드 역
- 리벤지 (1994년)
- 맥스 3000 (1993년)
- 붉은 돼지 (1992년)
- 미녀와 야수 (1991년) - 찻잔 칩 목소리 역
- 우리 생애 나날들 (1965년)